# Norops dollfusianus
Norops dollfusianus är en ödleart som beskrevs av  Bocourt 1873. Norops dollfusianus ingår i släktet Norops och familjen Polychrotidae. Inga underarter finns listade i Catalogue of Life.